# Karlö, Esbo
Karlö, finska: Miessaari, är en ö i Finland. Den ligger i Finska viken och i kommunen Esbo i landskapet Nyland, i den södra delen av landet. Ön ligger omkring 10 kilometer väster om Helsingfors.
Öns area är 63,3 hektar och dess största längd är 1,2 kilometer i sydväst-nordöstlig riktning. Ön höjer sig omkring 35 meter över havsytan.